# RE-COLLECTION
『RE-COLLECTION』（リコレクション） は、1984年8月5日に発売された竹内まりやの1枚目の非公認ベスト・アルバム。発売元は RCA / RVC。

## 解説
- 竹内まりや1枚目の非公認ベスト・アルバム。
- ベスト・アルバム自体は『VIVA MARIYA!!』に次ぐ2作目。
- LPでは1〜7までがA面、8〜14がB面となっている。

## チャート成績
- オリコンチャートではLPが31位・登場回数は11回で2.3万枚を売り上げ、CTは50位・登場回数7回で1.0万枚を売り上げた。
- 総売上枚数は3.3万枚。

## 収録曲
1. 不思議なピーチパイ
4枚目のシングル。
2. September
3枚目のシングル。
3. Natalie
9枚目のシングル。
4. リンダ
5枚目のオリジナル・アルバム『Portrait』からの収録。
5. Special Delivery 〜特別航空便〜
8枚目のシングル。
6. ドリーム・オブ・ユー 〜レモンライムの青い風〜
2枚目のシングル。
7. すてきなヒットソング
1枚目のオリジナル・アルバム『BEGINNING』からの収録。
8. 戻っておいで・私の時間
1枚目のシングル。
9. 涙のワンサイデッド・ラヴ
3枚目のシングルのB面曲。
10. 象牙海岸
3枚目のオリジナル・アルバム『LOVE SONGS』からの収録。
11. 夏の恋人
1枚目のオリジナル・アルバム『BEGINNING』からの収録。
12. 遠く離れて (When You're So Far Away)
5枚目のシングル『二人のバカンス』のB面曲。
13. 突然の贈り物
1枚目のオリジナル・アルバム『BEGINNING』からの収録。
14. FLY AWAY
3枚目のオリジナル・アルバム『LOVE SONGS』からの収録。